# 燕琦
燕琦（？年—？年），本名王定住，处州人，永乐时期的印绶监左少监。

## 生平
洪武时期，在魏国公徐达府侍奉嫡长女徐氏。洪武九年（1376年），徐氏被册封为燕王妃，跟随进入燕王府侍奉。建文时期，守护北平城有功。永乐年间，为印绶监左少监。